# Leibniz-Institut für Atmosphärenphysik
Das Leibniz-Institut für Atmosphärenphysik an der Universität Rostock e. V. (IAP) ist ein Forschungsinstitut in Kühlungsborn im Land Mecklenburg-Vorpommern, das sich mit der Erforschung der Erdatmosphäre beschäftigt. Es befindet sich etwa 25 Kilometer von Rostock entfernt einige Kilometer südöstlich von Kühlungsborn. Das IAP ist als An-Institut der Universität Rostock angegliedert und Mitglied der Wissenschaftsgemeinschaft Gottfried Wilhelm Leibniz.
Das IAP hat etwa 60 Mitarbeiter und einen Etat von ca. 6,2 Millionen Euro, davon etwa 1,7 Millionen Drittmittel. Etwa die Hälfte der Mitarbeiterstellen sind grundfinanziert.

## Geschichte

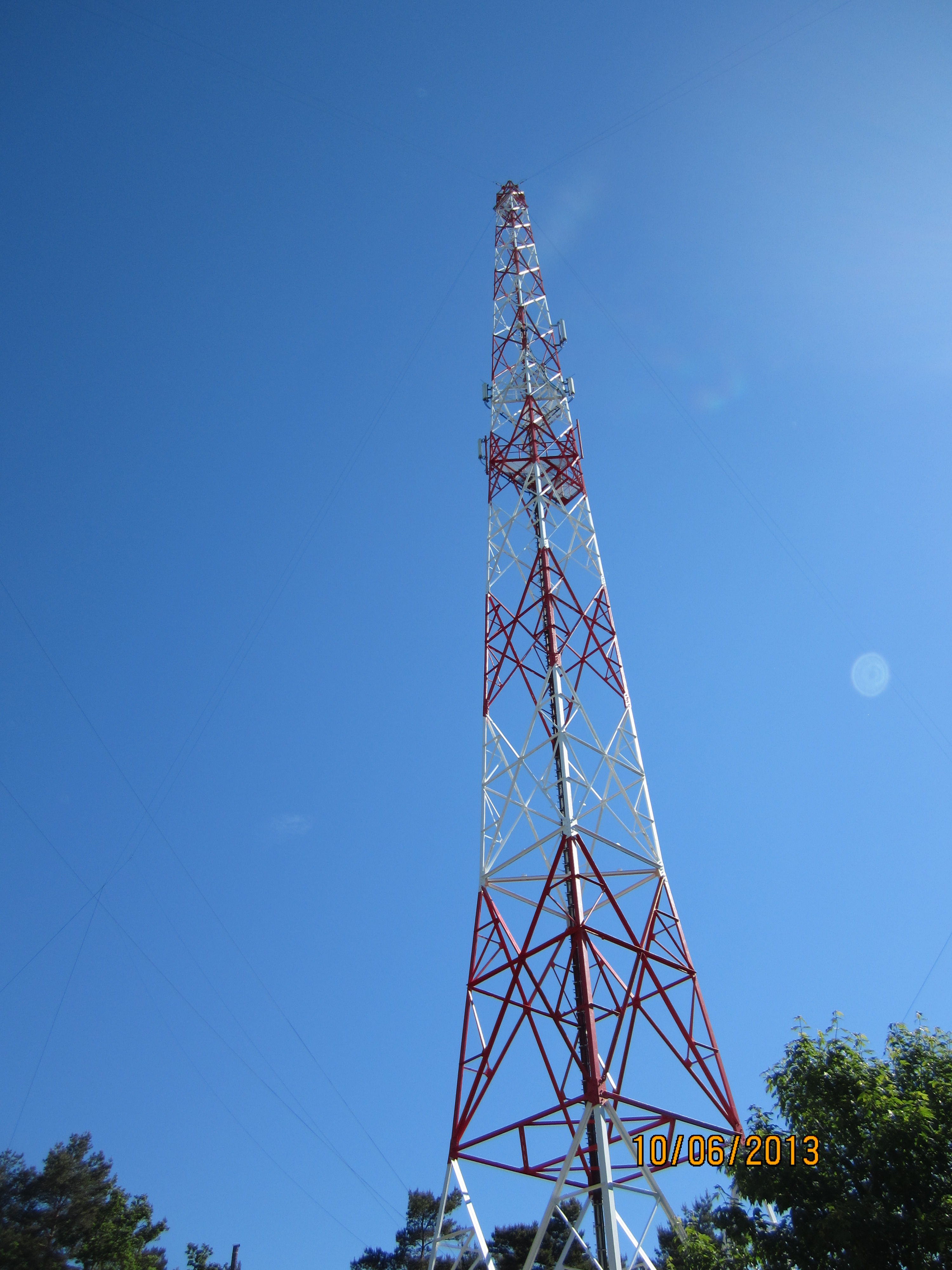
Meßmast auf Rügen

Gegründet wurde das IAP Anfang 1992 als „Institut für Atmosphärenphysik an der Universität Rostock“. Es geht zurück auf die am 7. Mai 1951 in Kühlungsborn eröffnete Luftwarte, die 1957 als Observatorium für Ionosphärenforschung Kühlungsborn (OIF) des Meteorologischen Dienstes der DDR, mit Stammsitz in Kühlungsborn, in das wissenschaftliche Forschungsprogramm integriert wurde. Erster Direktor war Ernst August Lauter (1920–1984). Ab Mai 1984 gehörte es als Abteilung des „Heinrich-Hertz-Instituts für Atmosphärenforschung und Geomagnetismus“ zur Akademie der Wissenschaften der DDR und erhielt die Bezeichnung „Observatorium für Atmosphärenforschung“ (OAF). Nach einer Evaluation der Forschungsergebnisse und daraus abgeleitete wissenschaftliche Perspektiven wurde 1991 der Vorschlag unterbreitet, große Teile des Observatoriums dem an der Universität Rostock bestehenden „Institut für Atmosphärenphysik“ (IAP) anzugliedern. Dieser Schritt wurde am 10. Januar 1992 vollzogen. Gründungsdirektor wurde Prof. Ulf von Zahn (* 1934).  Damit unterstand das IAP ab 1992, im Rahmen der sogenannten „Blauen Liste“, der gemeinsamen Finanzierung durch den Bund und die Länder. Ab 1997 wurde es, wie die meisten Blaue-Liste-Institute, Mitglied der neu gegründeten Leibniz-Gemeinschaft. Seit dem 18. Oktober 1999 trägt das Institut nunmehr den Namen „Leibniz-Institut für Atmosphärenphysik e. V. an der Universität Rostock“.

## Forschung

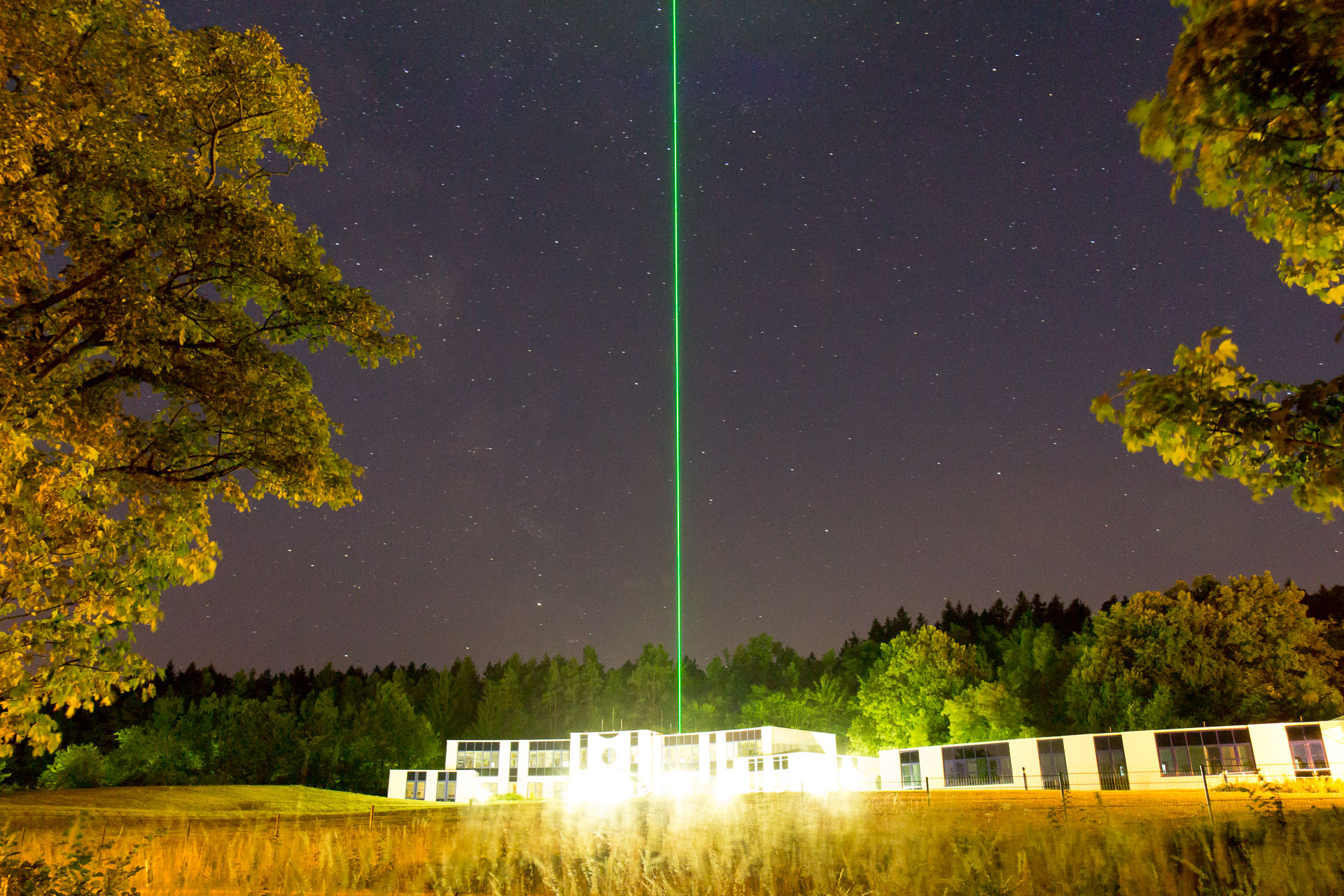
RMR-Lidar des IAP

Das Institut gliedert sich in die drei Abteilungen „Optische Sondierungen und Höhenforschungsraketen“, „Radarsondierungen“ und „Theorie und Modellierung“. Vor Ort existiert verschiedene LIDAR-Systeme und das OSWIN-Radar zur Erforschung der Hochatmosphäre. In Juliusruh auf der Insel Rügen betreibt das IAP ein Kurzwellenradar zur Erforschung der Ionosphäre. Es ist darüber hinaus am Betrieb des geophysikalischen Observatoriums „Arctic Lidar Observatory for Middle Atmosphere Research“ (ALOMAR) im Norden Norwegens am Rande der Arktis beteiligt. Die beiden Arbeitsschwerpunkte am Institut sind zum einen die Erforschung der mittleren Atmosphäre im Höhenbereich von 10 bis 100 Kilometer, speziell der Mesosphäre (50 bis 90 Kilometer) in mittleren und polaren Breiten, und zum anderen die Untersuchung der Kopplung der atmosphärischen Schichten. Zu diesem Zweck werden auch Messungen mit Höhenforschungsraketen, Radiosonden und Turbulenzmessungsexperimente mit Wetterballons durchgeführt.

## Lehre und Wissenstransfer
Der Direktor des Instituts und die Abteilungsleiter sind gleichzeitig Professoren an der Universität Rostock. Sie bieten dort Einführungsvorlesungen in die Atmosphärenphysik und Spezialvorlesungen als Bestandteil der Studienrichtung „Physics of Ocean, Atmosphere, and Space“ des Masterstudiengangs Physik an. Unter anderem sind dies Vorlesungen zur Physik des Klimas, der Dynamik der Atmosphäre und atmosphärischer Aerosol- und Wolkenphysik. Das IAP bietet Studenten aus Rostock und anderen Universitäten die Möglichkeit, im Rahmen von Praktika oder als Sommerstudent am Messbetrieb, bei der Auswertung und Modellierung von Daten oder bei der Konstruktion neuer Messinstrumente am Forschungsbetrieb teilzunehmen und zudem am IAP auch Abschlussarbeiten anzufertigen.
Alle zwei bis drei Jahre findet am Institut ein Tag der offenen Tür statt. Zudem bietet das Institut für Schulen und Organisationen Führungen an. Darüber hinaus betreibt das Institut zudem Technologietransfer mit dem Ziel, die technischen Entwicklungen des IAPs auch Unternehmen der Wirtschaft zur Verfügung zu stellen.